# Alang Bonbon
Alang Bonbon is een bestuurslaag in het regentschap Asahan van de provincie Noord-Sumatra, Indonesië. Alang Bonbon telt 2712 inwoners (volkstelling 2010).